# Lương Đình Dũng
Lương Đình Dũng (sinh năm 1973) là nhà văn, biên kịch phim, đạo diễn, nhà sản xuất điện ảnh độc lập người Việt Nam. Ông được biết đến với các bộ phim Cha cõng con, Thành phố ngủ gật và 578: Phát đạn của kẻ điên.

## Tiểu sử
Lương Đình Dũng sinh năm 1973 tại xã Phú Lâm nay thuộc xã Yên Sơn, tỉnh Tuyên Quang. Ông là con thứ 4 trong gia đình có 6 anh em. Ông từng nhận mình từng là một đứa con hư hỏng và học dốt, có vài lần bỏ nhà đi cũng như bị đuổi học do đánh nhau. Dũng cũng đã bộc lộ năng khiếu nghệ thuật từ năm 12 tuổi khi có thể làm thơ.

## Sự nghiệp

### Sáng tác thơ, văn
Từ năm 1991 đến 1997, khi là công nhân bốc vác tại Nhà máy xi măng Tuyên Quang, Lương Đình Dũng đã bắt đầu sáng tác truyện ngắn với hai tác phẩm Cha cõng con và Những cô gái vô chủ. Năm 2002, Lương Đình Dũng cho ra mắt tuyển tập Con hãy đi về phía mặt trời gồm 24 truyện ngắn và 58 bài thơ.
Hơn mười năm bươn chải đủ nghề dạy võ, công nhân và đi đào đãi vàng, đá đó, năm 1993, bước ngoặt cuộc đời của Dũng là khi mẹ ông bị bệnh, ông từ bỏ tất cả đề trở về. Lương Đình Dũng muốn thực hiện ý nguyện của bà rằng Dũng sẽ học đại học, cùng với lời thách thức của một người bạn nên ông đã thi vào khoa Biên kịch, Đại học Sân khấu Điện ảnh Hà Nội.

### Lĩnh vực quảng cáo
Với dự định ban đầu là học khoa Đạo diễn, nhưng khi biết chi phí bỏ ra làm đề án tốt nghiệp vượt quá khả năng bản thân, nên Dũng đăng ký học biên kịch vì sẽ không mất chi phí làm đề án lại còn được tài trợ thêm. Khi làm một số kịch bản, ông nhận được đề nghị chỉnh sửa lại từ phía các đạo diễn, sau những lần này, ông quyết tâm sẽ tự thực hiện các bộ phim của mình. Từ năm 1999, ông cùng một người bạn tiết kiệm tiền để cùng làm phim.
Trong thời gian làm sinh viên, Dũng từng làm gia sư, buôn bán xe máy,..., ông nhận thấy bản thân thích làm quảng cáo và rồi ông gắn bó với công việc này trong suốt 15 năm tiếp theo.
Ông tốt nghiệp với bằng Thạc sĩ Nghệ thuật điện ảnh, với số vốn 1,4 triệu trong tay, ông thành lập công ty Tứ Vân Media với lĩnh vực chính là quảng cáo, thỉnh thoảng phát hành thêm chương trình hài.

### Lĩnh vực điện ảnh
Bài tập tốt nghiệp Bánh đa bánh đúc giúp Dũng kiếm thêm 4 triệu đồng và được dựng thành phim truyền hình.
Tác phẩm đầu tay của Lương Đình Dũng làm đạo diễn là phim ngắn Đồng tiền được thực hiện khi ông đang còn là sinh viên với kinh phí chỉ 160 nghìn VNĐ. Bộ phim ngắn tiếp theo do ông đạo diễn là Hạnh phúc đỏ được hỗ trợ sản xuất bởi Trung tâm phát riển điện ảnh – TPD, đã giành được Bằng khen tại Cuộc thi phim ngắn toàn quốc 2004. Phim ngắn Chuyện ông Mờ với kinh phí 17 triệu đồng, nhận được bằng khen của Giải Cánh diều cho phim ngắn 2006 và giải phim xuất sắc tại Liên hoan phim quốc tế Tokyo lần thứ 19 năm 2007. Từ năm 2007, Lương Đình Dũng bắt đầu chuyển thể kịch bản điện ảnh cho truyện ngắn Cha cõng con, năm 2010 ông tham gia lớp đào tạo biên kịch của Pilar Alessandra và được cô biên tập lại kịch bản này. Quá trình quay phim bắt đầu từ 2013 nhưng bị gián đoạn do thời tiết và không muốn dùng đến kỹ xảo nên đến tháng 7 năm 2015 mới được tiếp tục, cuối cùng bộ phim Cha cõng con kịp hoàn tất vào cuối năm 2016.
 

Năm 2017, Lương Đình Dũng phát hành bộ phim điện ảnh đầu tay Cha cõng con, Tại Giải Cánh diều 2016 bộ phim được trao Bằng khen của hạng mục Phim điện ảnh. Vì cảm thấy phần thưởng này không tương xứng với tác phẩm của mình nên Lương Đình Dũng đã lập tức trả lại giải thưởng. Sau đó bộ phim giành được một số giải thưởng quốc tế cùng giải Bông Sen Bạc tại Liên hoan phim Việt Nam lần thứ 20. Lương Đình Dũng cũng nhận được giải Đạo diễn xuất sắc tại Liên hoan phim độc lập Hoa Kỳ lần thứ 6 và Biên kịch xuất sắc tại Liên hoan phim Việt Nam lần thứ 20 cùng với đồng biên kịch Bùi Kim Quy. Sau khi Cha cõng con được đề cử tại Liên hoan phim Tallinn Black Nights, Lương Đình Dũng được Ban tổ chức chọn làm người đại diện của điện ảnh Việt Nam hỗ trợ các phim và tác giả Việt Nam tham dự kỳ liên hoan phim tiếp theo. Năm 2018, Lương Đình Dũng tiếp tục kế hoạch sản xuất phim điện ảnh chuyển thể từ tiểu thuyết do ông sáng tác năm 2008, Thành phố ngủ gật. Bộ phim này dự định phát hành trong năm 2019, nhưng bị trì hoãn do dịch bệnh và một số lý do chuyên môn khác. Trong cùng năm, Lương Đình Dũng triển khai tiếp dự án phim hành động 578 được chuyển thể từ tiểu thuyết 578 do ông sáng tác. Năm 2020, ông công bố dự án phim kinh dị Mật mã 45: Ma đói, bộ phim có sự tham gia của các nhà làm phim đến từ Việt Nam, Hàn Quốc, Nhật Bản, Hoa Kỳ, Estonia. Bộ phim dự kiến sẽ lấy bối cảnh tại một số tỉnh miền Bắc Việt Nam và một số nước Châu Á và dự định quay vào năm 2021, do dịch COVID-19 bùng phát nên lịch sản xuất được rời sang năm 2022. Cùng với Mật mã 45: Ma đói, Lương Đình Dũng cũng cho biết ý định chuyển thể tiểu thuyết Những cô gái vô chủ của ông thành một bộ phim hành động.
Lương Đình Dũng, 
Năm 2021, Lương Đình Dũng trở thành đạo diễn Việt Nam đầu tiên là thành viên Ban giám khảo hạnh mục phim điện ảnh tại Liên hoan phim Quốc tế Pune. Cũng trong năm này ông là thành viên Ban giám khảo của Liên hoan phim Việt Nam lần thứ 22. Năm 2022, ông là Giám khảo hạng mục phim truyện tại Liên hoan phim quốc tế Hà Nội lần thứ 6.
Năm 2022, bộ phim 578: Phát đạn của kẻ điên chính thức được phát hành. Đây là tác phẩm thứ hai của Lương Đình Dũng được chọn đại diện điện ảnh Việt Nam tham gia hạng mục Phim nước ngoài xuất sắc tại hai kỳ Giải thưởng Oscar. Tuy nhiên kết quả cuối cùng cả hai bộ phim đều không có tên trong đề cử.
Tháng 4 năm 2023, Lương Đình Dũng công bố dự án phim kinh dị thứ hai của ông với tựa đề Đồi hành xác. Cuối năm 2023, ông được chọn vào vị trí đạo diễn dự án phim điện ảnh lịch sử Anh hùng. Mặc dù được hoàn thành trước nhưng đến tháng 10 năm 2023, bộ phim Thành phố ngủ gật mới chính thức được phát hành sau hơn 2 năm trì hoãn. Bộ phim có được một số đề cử tại các liên hoan phim quốc tế.
Ngoài việc sản xuất phim, từ tháng 1 năm 2024, Lương Đình Dũng còn gây dựng dự án Đu đủ xanh Xi nê – GPapaya – với mục đích kéo các bạn trẻ ra khỏi các hoạt động không có lợi, đồng thời khơi gợi đam mê điện ảnh và làm phim từ khả năng mà các em sẵn có. Lương Đình Dũng đã có sẵn kế hoạch cho năm 2034 với bộ phim Ba mùa mưa, bẩy mùa nước.
Năm 2025, Lương Đình Dũng thực hiện liveshow nhạc nước Sử thi Âu Lạc ở hồ Than Thở - Đà Lạt, ông cũng thực hiện xong bộ phim kinh dị Đồi hành xác và chuẩn bị sản xuất phim dã sử Anh hùng.

## Tác phẩm

### Ấn phẩm
| Ấn phẩm                     | Hình thức   | Chú thích    |
| --------------------------- | ----------- | ------------ |
| Những cô gái vô chủ         | Tiểu thuyết | [ 41 ] [ 4 ] |
| Cha cõng con                | Truyện ngắn | [ 41 ] [ 4 ] |
| Con hãy đi về phía mặt trời | Tuyển tập   | [ 41 ] [ 4 ] |
| Trăng của tôi cứ vuông      | Tập thơ     | [ 41 ] [ 4 ] |
| Ngôi nhà gió bấc            | Tập thơ     | [ 41 ] [ 4 ] |

### Điện ảnh
| Năm  | Tựa đề                    | Hình thức            | Chú thích      |
| ---- | ------------------------- | -------------------- | -------------- |
|      | Đồng tiền                 | Phim ngắn            | [ 19 ]         |
| 2004 | Hạnh phúc đỏ              | Phim ngắn            | [ 19 ]         |
| 2006 | Chuyện ông Mờ             | Phim ngắn            | [ 19 ]         |
|      | Bánh đa, Bánh đúc         | Điện ảnh truyền hình | [ 3 ]          |
|      | Bạn già                   | Điện ảnh truyền hình | [ 3 ]          |
|      | Người chiếu đèn           | Điện ảnh truyền hình | [ 3 ]          |
| 2016 | Xẩm đỏ                    | Phim tài liệu        | [ 19 ]         |
| 2017 | Cha cõng con              | Điện ảnh             |                |
| 2022 | 578: Phát đạn của kẻ điên | Điện ảnh             |                |
| 2023 | Thành phố ngủ gật         | Điện ảnh             |                |
|      | Anh hùng                  | Điện ảnh             | Đang thực hiện |
|      | Những cô gái không chủ    | Dự án điện ảnh       |                |
|      | Mật mã 45: Ma đói         | Dự án điện ảnh       |                |
| 2025 | Đồi hành xác              | Điện ảnh             | [ 3 ]          |
| SX   | Anh hùng                  | Điện ảnh             | [ 3 ]          |

## Giải thưởng

### Giải thưởng cá nhân
| Năm  | Giải thưởng                             | Đề cử                              | Chùng nhận giải | Kết quả   | Chú thích |
| ---- | --------------------------------------- | ---------------------------------- | --------------- | --------- | --------- |
| 2017 | Liên hoan phim quốc tế Iran lần thứ 36  | Phim châu Á xuất sắc nhất          |                 | Đoạt giải |           |
| 2017 | Liên hoan phim độc lập Hoa Kỳ lần thứ 6 | Đạo diễn xuất sắc                  | Đoạt giải       |           |           |
| 2018 | Liên hoan phim Việt Nam lần thứ 20      | Biên kịch xuất sắc – Phim điện ảnh | Bùi Kim Quy     | Đoạt giải |           |

### Giải thưởng cho tác phẩm
| Năm  | Giải thưởng                                                 | Đề cử                                             | Nhận giải         | Kết quả       | Chú thich |
| ---- | ----------------------------------------------------------- | ------------------------------------------------- | ----------------- | ------------- | --------- |
| 2004 | Cuộc thi phim ngắn toàn quốc                                | Phim ngắn                                         | Hạnh phúc đỏ      | Bằng khen     |           |
| 2006 | Giải Cánh diều cho phim ngắn                                | Phim ngắn                                         | Chuyện ông Mờ     | Bằng khen     |           |
| 2007 | Liên hoan phim quốc tế Tokyo lần thứ 19                     | Phim ngắn                                         | Chuyện ông Mờ     | Phim xuất sắc |           |
| 2017 | Liên hoan phim quốc tế ReelHeart                            | Phim nước ngoài xuất sắc                          | Cha cõng con      | Đề cử         |           |
| 2017 | Liên hoan phim Tallinn Black Nights                         |                                                   | Cha cõng con      | Đề cử         |           |
| 2017 | Liên hoan phim châu Á Barcelona lần thứ 7                   | Phim châu Á xuất sắc nhất                         | Cha cõng con      | Đoạt giải     |           |
| 2017 | Liên hoan phim Quốc tế Boston lần thứ 15                    | Tinh thần độc lập cho Phim có cốt truyện hay nhất | Cha cõng con      | Đoạt giải     |           |
| 2017 | Liên hoan phim châu Á Thái Bình Dương Mỹ La Tinh lần thứ 17 | Phim kể truyện xuất sắc nhất                      | Cha cõng con      | Đoạt giải     |           |
| 2017 | Liên hoan phim quốc tế Iran lần thứ 36                      | Phim châu Á xuất sắc                              | Cha cõng con      | Đoạt giải     |           |
| 2017 | Liên hoan phim quốc tế Arizona lần thứ 26                   | Phim truyện nước ngoài xuất sắc                   | Cha cõng con      | Đoạt giải     |           |
| 2017 | Liên hoan phim Milano lần thứ 17                            | Phim hay nhất                                     | Cha cõng con      | Đoạt giải     |           |
| 2017 | Liên hoan phim quốc tế Ấn Độ lần thứ 48                     | Phim quốc tế                                      | Cha cõng con      | Đề cử         |           |
| 2018 | Liên hoan phim Việt Nam lần thứ 20                          | Phim điện ảnh                                     | Cha cõng con      | Bông sen Bạc  |           |
| 2018 | Liên hoan phim Việt Nam lần thứ 20                          | Kịch bản xuất sắc nhất                            | Cha cõng con      | Đoạt giải     |           |
| 2018 | Liên hoan phim quốc tế Tallinn Black Nights                 | Phim quốc tế xuất sắc nhất                        | Thành phố ngủ gật | Đề cử         | [ 42 ]    |
| 2019 | International Film Festival of India                        | Soul of Asia                                      | Thành phố ngủ gật | Đề cử         | [ 43 ]    |
| 2019 | Liên hoan phim FNC Duneuvu, Canada                          | Panorama                                          | Thành phố ngủ gật | Đề cử         | [ 43 ]    |
| 2019 | Liên hoan phim quốc tế Kolkata                              | Netpac Award                                      | Thành phố ngủ gật | Đề cử         | [ 43 ]    |
| 2022 | Liên hoan phim quốc tế Tallinn Black Nights                 | Phim quốc tế xuất sắc nhất                        | 578: Magnum       | Đề cử         |           |
|      | Liên hoan phim quốc tế Moscow lần thứ 45                    | Wild Night                                        | 578: Magnum       | Đề cử         |           |